# Bohatîr, Pohrebîșce
Bohatîr (în ucraineană Богатир) este un sat în comuna Morozivka din raionul Pohrebîșce, regiunea Vinnița, Ucraina.

## Demografie
Componența lingvistică a localității Bohatîr
     Ucraineană (100%)
Conform recensământului din 2001, toată populația localității Bohatîr era vorbitoare de ucraineană (100%).